# لائحة اتهام دونالد ترامب
لائحة اتهام ضد دونالد ترمب التي وجهتها هيئة المحلفين في مدينة نيويورك في 30 مارس 2023 لدونالد ترمب، الرئيس الخامس والأربعين للولايات المتحدة، لاتهامه في التورط في دفع مبالغ مالية لشراء صمت ممثلة الأفلام الإباحية ستورمي دانيلز قبل 2016 بالولايات المتحدة وتتعلق لائحة الاتهام باتهامات أخرى بسجلات تجارية مزورة تتعلق بالمدفوعات ويعد ترمب أول رئيس أمريكي يواجه اتهامات جنائية.

## خلفية الاتهامات

### فضيحة ستورمي دانيال
ذكرت صحيفة وول ستريت جورنال في 12 يناير 2018 أنه قبل الانتخابات الرئاسية الأمريكية لعام 2016، قام مايكل كوهين محامي دونالد ترمب، بترتيب دفع مبلغ 130 ألف دولار لممثلة الأفلام الإباحية ستورمي دانيلز لشراء صمتها ومنعها من الكشف عن علاقة غرامية تزعم أنها أقامتها مع ترمب في عام 2006، وأن سورمي دانيلز وافقت على ذلك. في بداية التحقيقات نفى كوهين أن يكون لترمب صلة بهذه العلاقة المزعومة لكن بعد مرور شهر اعترف علنًا بسداد المبلغ، وعلى الرغم من ذلك الاعتراف إلا أن ترمب أصر على أنه لم يكن على علم بالمبلغ الذي قدم لدانيلز، لكن كوهين قدم للكونغرس سلسلة من صور الشيكات، التي وقعها ترمب، والتي تثبت تقديم تلك المدفوعات إلى كوهين التي قال إنها تعويضات عن الأموال التي قدمها، بما في ذلك دفعتين على الأقل تمتا بينما كان ترمب في البيت الأبيض.
وتدعي ستورمي دانيالز أنها في يوليو 2006 التقت بترمب في إحدى البطولات الخيرية للجولف في نيفادا وأن ترمب دعاها إلى الجناح الخاص بفندقه في منتجع لايك تاهو وأقام معها علاقة غرامية، وأخبرها أنه يمكن أن يجعلها ضيفة على برنامج The Apprentice. وفي عام 2011 فكرت دانيلز في بيع قصة علاقتها الغرامية لمجلة المشاهير مقابل 15000 دولار أمريكي لكن محامي ترمب مايكل كوهين، هدد المجلة بمقاضاتها وبعدها قامت جينا رودريغيز محامية ستورمي دانيلز، بتسريب القصة إلى مدونة "The Dirty" وحُذف المنشور من قبل محامي ترمب وأنكر صحة القصة.

### تحقيقات أخرى
يخضع ترمب أيضًا لتحقيقات إضافية هي:
محاولة إلغاء نتائج الانتخابات الرئاسية في جورجيا لعام 2020 وتعامله مع الوثائق الحكومية السرية والمتعلقة بالدفاع الوطني وحيازتها كذلك دوره وتحريضه على اقتحام مبنى الكابيتول.

## تأثير لائحة الاتهام
لن تؤثر لائحة الاتهام في واشنطن على مسار العديد من التحقيقات الأخرى في التهم الجنائية إلى ترمب كما تقوم هيئة المحلفين في مقاطعة فولتون بولاية جورجيا بفحص محاولته لإلغاء نتائج الانتخابات في تلك الولاية، كما يقود المستشار الخاص جاك سميث تحقيقين في دور ترمب في هجوم 6 يناير 2021 على مبنى الكابيتول واحتفاظه بالوثائق الحكومية بعد رئاسته.

### حملته الانتخابية
لن تتأثر حملة دونالد ترمب الانتخابية على ترشيحه للرئاسة وفقا لما تنص عليه المادة الثانية من الدستور حيث لا يُمنع من الترشح للمنصب أي شخص مدان طالما لم تثبت ادانته ويصدر حكم بشأنه.

## انظر ايضا
- فضيحة ستورمي دانيالز ودونالد ترمب